# Juaso
Koordinaten: 6° 34′ N, 1° 6′ W
Juaso ist die Hauptstadt des Distriktes Asanta Akim South in der Ashanti Region im westafrikanischen Staat Ghana.
Hier findet einer der größten Märkte der Region statt. Die Bevölkerung hat neben dem Mobilfunknetz guten Zugang zum Festnetz der Telekommunikations-Dienstleister im Land. Juaso ist zudem an das nationale Elektrizitätsnetz angeschlossen. Ferner hat die Bevölkerung Zugang zum Leitungswassernetz Ghanas. Im Rahmen der Gesundheitsvorsorge steht in der Distrikthauptstadt  Juaso eine private Klinik zur Verfügung. Die Stadt nimmt überdies mit großem Erfolg am nationalen Programm Greening Ghana Initiative teil.